# Amadine cou-coupé
Amadina fasciata
Espèce
Statut de conservation UICN

 LC  : Préoccupation mineure
Statut CITES
L'Amadine cou-coupé (Amadina fasciata) est une espèce de passereaux appartenant à la famille des Estrildidae.

## Description
Cet oiseau mesure 12 à 13 cm de longueur. Il présente un plumage à dominante fauve clair avec chaque plume légèrement barrée de noir avec la gorge blanchâtre et la queue grise. Les yeux sont marron, le bec et les pattes rose chair.
Le mâle se distingue de la femelle grâce à la bande rouge à la gorge (d'où le terme spécifique de cou-coupé) et le ventre chocolat.

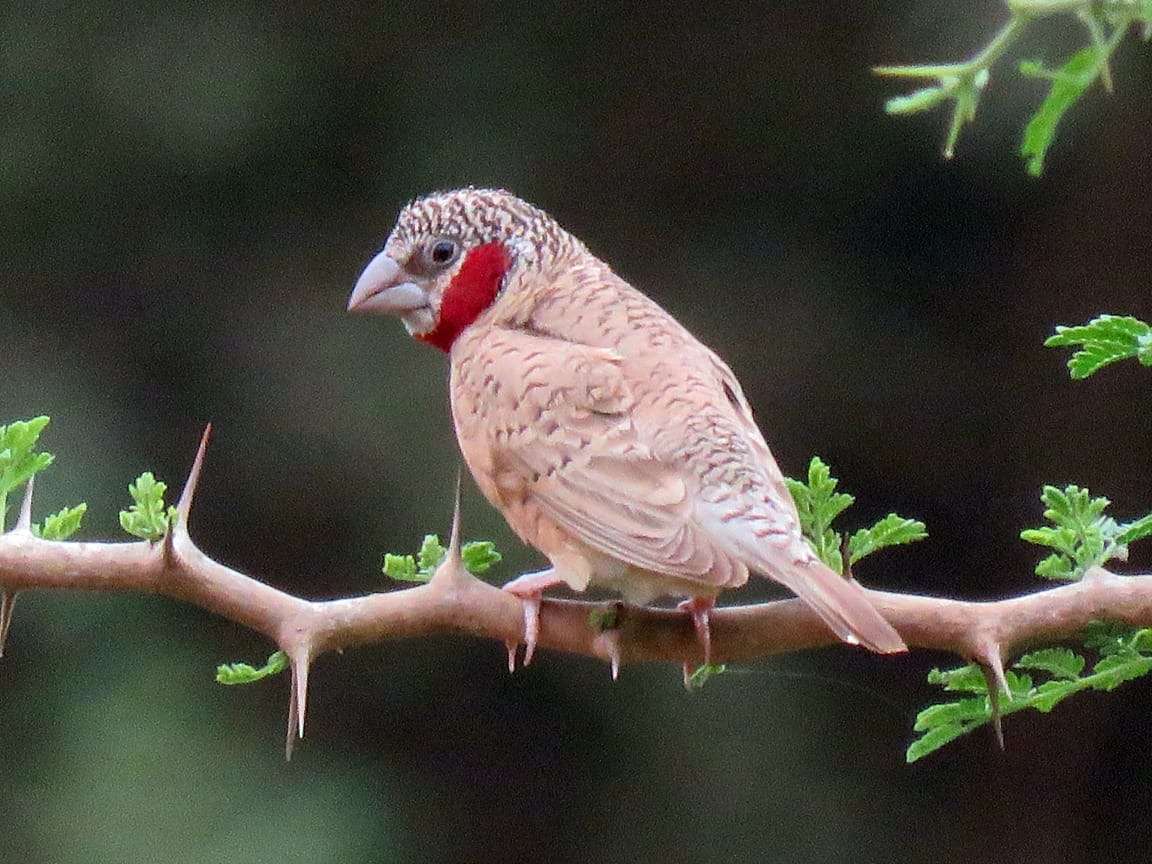
Amadine cou-coupé du Senegal

## Nidification
Cet oiseau niche dans les arbres ou dans des nids abandonnés de tisserins ou de moineaux.

## Nourriture
Essentiellement granivore mange aussi des herbes et des termites ainsi que des insectes leur ressemblant.

## Comportement
Cette espèce peut se regrouper en grandes bandes en dehors de la période de reproduction.

## Répartition
Cet oiseau vit en Afrique au sud du Sahara.

## Habitat
Il fréquente la savane, la brousse, les terres agricoles et les abords des villages.

## Sous-espèces
Cet oiseau est représenté par trois sous-espèces :
- sous-espèce Amadina fasciata alexanderi  (Neumann, 1908)
- sous-espèce Amadina fasciata fasciata
- sous-espèce Amadina fasciata meridionalis (Neunzig, 1910)

## Variétés domestiques
Seul un individu des variétés blanche, brune ou collier jaune, issu d'élevage, est considéré comme étant un animal domestique en droit français. Les autres formes de cet oiseau relèvent donc de la législation concernant les animaux sauvages.